# 塔希爾布爾烏帕齊拉
塔希爾布爾乌帕齐拉是孟加拉国蘇納姆甘傑縣的一个乌帕齐拉，位於錫爾赫特专区的蘇納姆甘傑縣。

## 人口
據1991年孟加拉國人口普查，塔希爾布爾共有戶數21987戶，人口155188人。其中男性佔比51.90%，女性佔比48.10%；成年人口64325人。該地7歲以上人口之平均識字率為17.2%，低於全國平均值（32.4%）。